# Muhu
Muhu é uma ilha estoniana localizada no mar Báltico. Muhu é a terceira maior ilha da Estônia com 198km², atrás apenas das ilhas Saaremaa e Hiiumaa.